# فلس ماهی

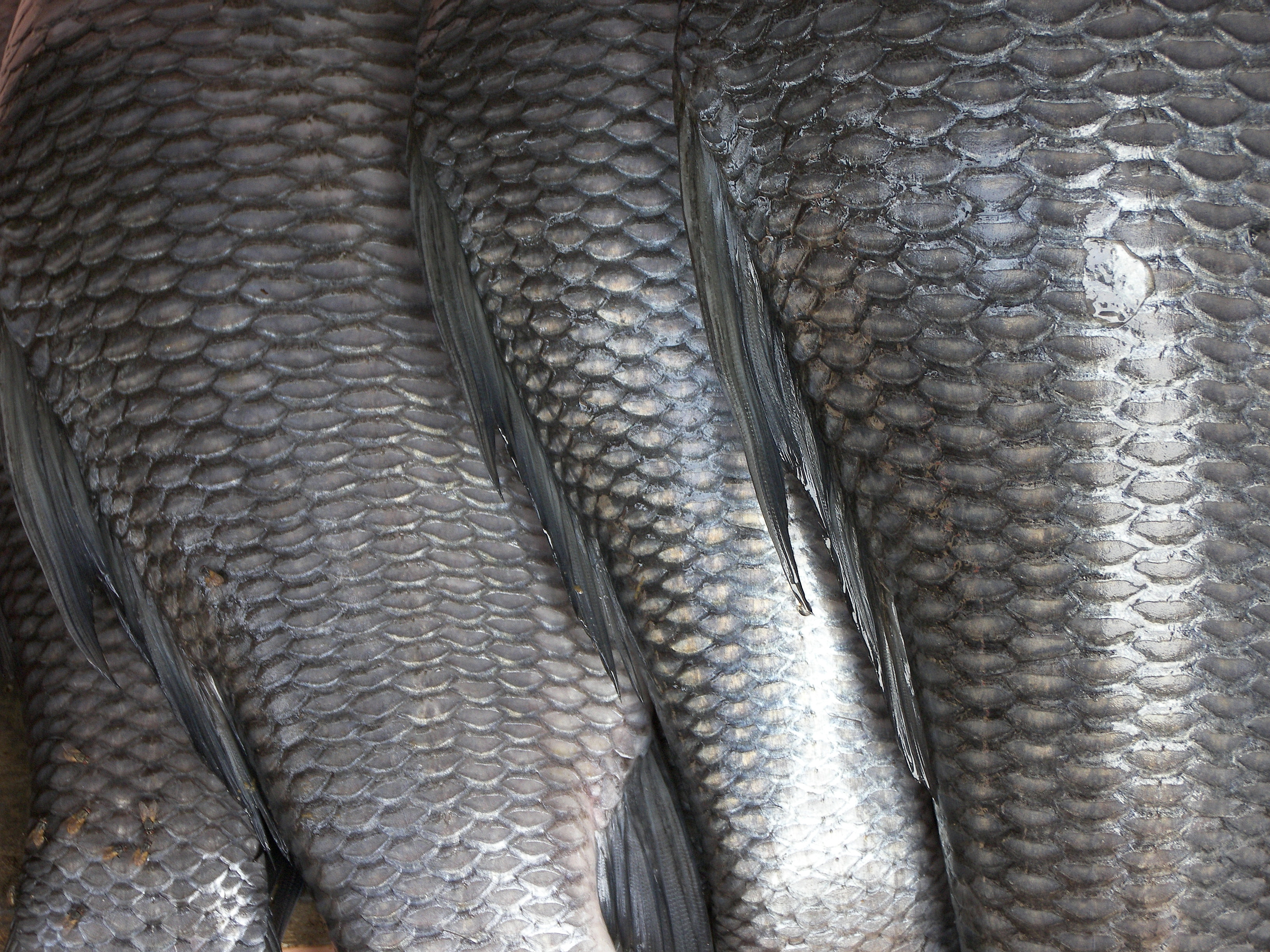
نمایی از ساختار پولک (فلس) ماهی

پولک ماهی یا فَلْس ماهی (انگلیسی: Fish scale) به پولک‌های سفتی از جنس استخوان گفته می‌شود که بر روی پوست ماهی‌ها و دیگر آبزیان می‌رویند.
پولک، بخش زیادی از بدن بیشتر ماهی‌ها را پوشانده‌است و این پوشش مراقب بدن آن‌ها است. پولک در ماهی چون شفاف و چسبناک بوده واز جهت شکل هندسی به گونه‌ای قرار گرفته‌است که قدرت انعطاف‌پذیری بالایی پیدا می‌کنند، همین امر سبب تحرک بیشتر آنها می‌گردد. پولک‌ها کمک می‌کنند تا ماهی در آب راحت‌تر شنا کند و استتار بهتری نیز داشته باشد. بعضی ماهی‌ها مانند کوسه‌ماهی‌ها پولک مشخصی ندارند.
پولک‌ها، بدن ماهی را به صورت سپر حفظ می‌کند و از ورود مواد سمی به بدن او جلوگیری می‌کند و مانع از جذب مواد رادیواکتیو به بدن ماهی می‌شود. میکروب‌ها، ویروس‌ها و انگل‌ها در ماهیانی که دارای پولک (فلس) نیستند بهتر نفوذ می‌کند.
کیتین یک پلیمر مهم طبیعی است که در پولک ماهی و پوست میگو وجود دارد. امروزه کاربردهای گسترده‌ای برای کیتین و کیتوسان پیدا شده‌است، ازجمله جذب عناصر سنگین آب‌های آلوده و دریا و جذب چربی‌ها مانند نفت.

## انواع
چهار نوع پولک در ماهی‌ها وجود دارد که عبارتند از:
1. پولک پلاکوئیدی: فلس‌های ریزی هستند که از یک صفحه کوچک تشکیل شده‌اند که برروی آن صفحه یک برجستگی نوک‌تیز وجود دارد. این فلس هم‌پوشانی ندارد. پولک پلاکوئیدی در ماهیان غضروفی دیده می‌شود، مانند کوسه و سفره‌ماهی.
2. پولک لوزی‌شکل: فلس درشت و ضخیم و تا اندازهٔ زیادی استخوانی است و در ماهیان استخوانی از تکامل کمتری برخوردارند دیده می‌شود.
3. پولک گرد: پولک نازک و نسبتاً شفاف که در بسیاری از ماهیان استخوانی دیده می‌شود.
4. پولک شانه‌ای: شباهت زیادی به پولک گرد دارد با این تفاوت که لبه خارجی این پولک دارای یک بخش شانه‌مانند و نوک‌تیز است. این پولک در سوف‌ماهیان دیده می‌شود.